# 菲迪·泰廉
法蒂赫·特里姆（Fatih Terim，1953年9月4日—），土耳其著名足球教練，绰号铁帅。曾執教加拉塔萨雷、佛罗伦萨、AC米兰等多家俱乐部，还三度執教土耳其國家足球隊，尤其在2008年欧洲足球锦标赛中，率领土耳其队多次逆转，杀进四强。2011年5月，泰廉第3度執教加拉塔萨雷。